# Richard Llewellyn

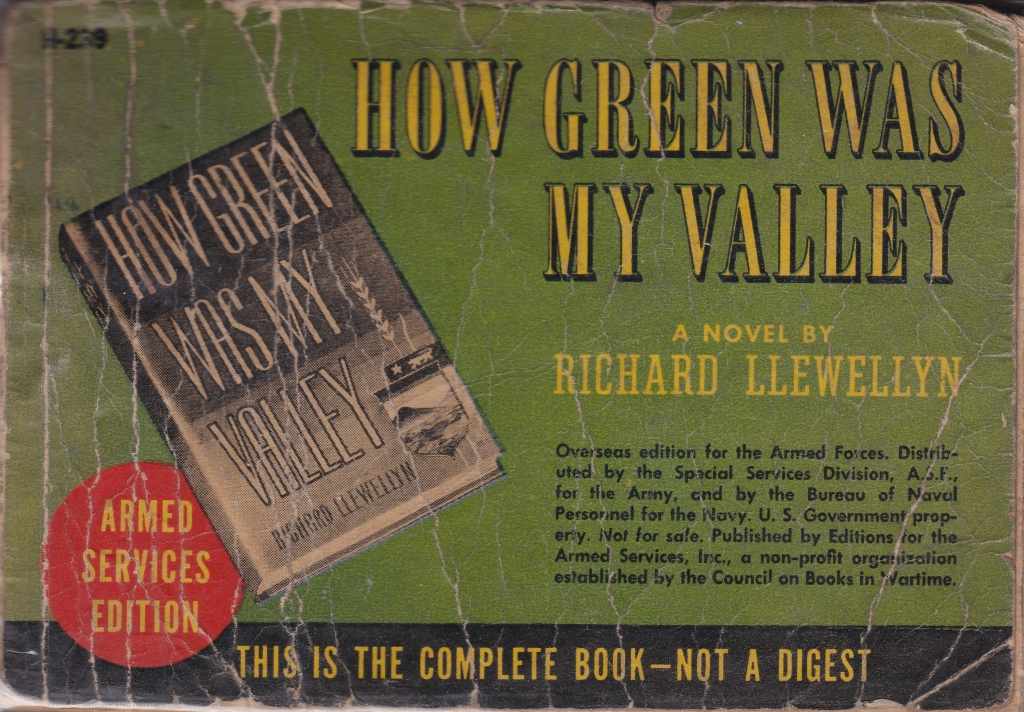
Portada del libro de la edición especial de las fuerzas armadas durante la Segunda Guerra Mundial.

Richard Llewellyn, seudónimo de Richard Dafydd Vivian Llewellyn Lloyd (Hendon, Londres, Inglaterra; 8 de diciembre de 1906-Dublín, Irlanda; 30 de noviembre de 1983), fue un novelista y guionista británico.

## Biografía

### Vida personal
Fue el mayor de los tres hijos de los galeses William Llewellyn Lloyd (1876-1942) y Sarah Anne Thomas (1878-1929). Después de su muerte se descubrió que su afirmación de haber nacido en St. David's, Pembrokeshire, Gales Occidental, era falsa. Se casó dos veces: su primera esposa fue Nona Sonstenby, desde 1952 hasta 1968, y su segunda mujer fue Susan Heimann, con quien se casó en 1974.
Llevó una vida de constantes viajes. Antes de la Segunda Guerra Mundial, pasó un tiempo trabajando en hoteles, escribió una obra de teatro, trabajó como minero en una mina de carbón y produjo su novela más famosa. Durante la Segunda Guerra Mundial, ascendió al grado de capitán de la Guardia Galesa. Después de la guerra, se empleó como periodista, informando acerca de los Juicios de Núremberg y luego como guionista de la MGM. En sus últimos años de vida, vivió en Eilat (Israel). Murió en la capital irlandesa a los 76 años de edad.

### Novelas
Un elemento recurrente en sus novelas son los protagonistas que asumen nuevas identidades, a menudo porque son trasplantados en culturas que les son extrañas.
La más famosa de sus novelas es How Green Was My Valley (¡Qué verde era mi valle!, 1939), que fue llevada al cine por John Ford en Hollywood en 1941. Basada en conversaciones que Llewellyn sostuvo con mineros de Gilfach Goch, la novela retrata la vida de las comunidades dedicadas a la minería del carbón en los valles de  Gales del Sur.
Posteriormente, Llewellyn escribió tres secuelas de la novela: Up, into the Singing Mountain (1960), And I Shall Sleep... Down Where the Moon Is Small (1966), y Green, Green My Valley Now (1975). Otra de sus novelas, None but the Lonely Heart (1943), fue llevada al cine por Clifford Odets en 1944, cuando fue protagonizada por Cary Grant y Ethel Barrymore, quien ganó el Óscar a la mejor actriz de reparto.

## Obra
Novelas
- How Green Was My Valley (¡Qué verde era mi valle!, 1939)[n 1]
- None but the Lonely Heart (1943)[n 2]
- A Few Flowers for Shiner (1950)
- A Flame for Doubting Thomas (1954)
- Sweet Witch (1955)
- Mr. Hamish Gleave (1956)
- The Flame of Hercules (1957)
- Warden of the Smoke and Bells (1958)
- Chez Pavan (1958)
- Up, into the Singing Mountain (1960)
- Down Where the Moon is Small (1966)
- Bride of Israel My Love (1973)
- Hill of Many Dreams (1974)
- Green, Green My Valley Now (1975)
- At Sunrise, the Rough Music (1976)
- Tell Me Now and Again (1977)
- A Night of Bright Stars (1979)
- I Stand on a Quiet Shore (1982)

Obras de teatro
- Poison Pen (1938)
- Noose (1947)

Series de Edmund Trothe
Es una serie de novelas de espías.
- End of the Rug (1969)
- But We Didn't Get the Fox (1970)
- White Horse to Banbury Cross (1972)
- The Night is a Child (1974)